# Saskatchewan Highway 6
Der Saskatchewan Highway 6 (SK 6) befindet sich in der kanadischen Provinz Saskatchewan. Der Highway beginnt im Süden der Provinz an der Grenze zu Montana und verläuft in nördlicher Richtung über eine Länge von 522 km. Der Abschnitt zwischen Highway 39 und Highway 11 ist Bestandteil des National Highway Systems und dient als Core Route.

## Verlauf

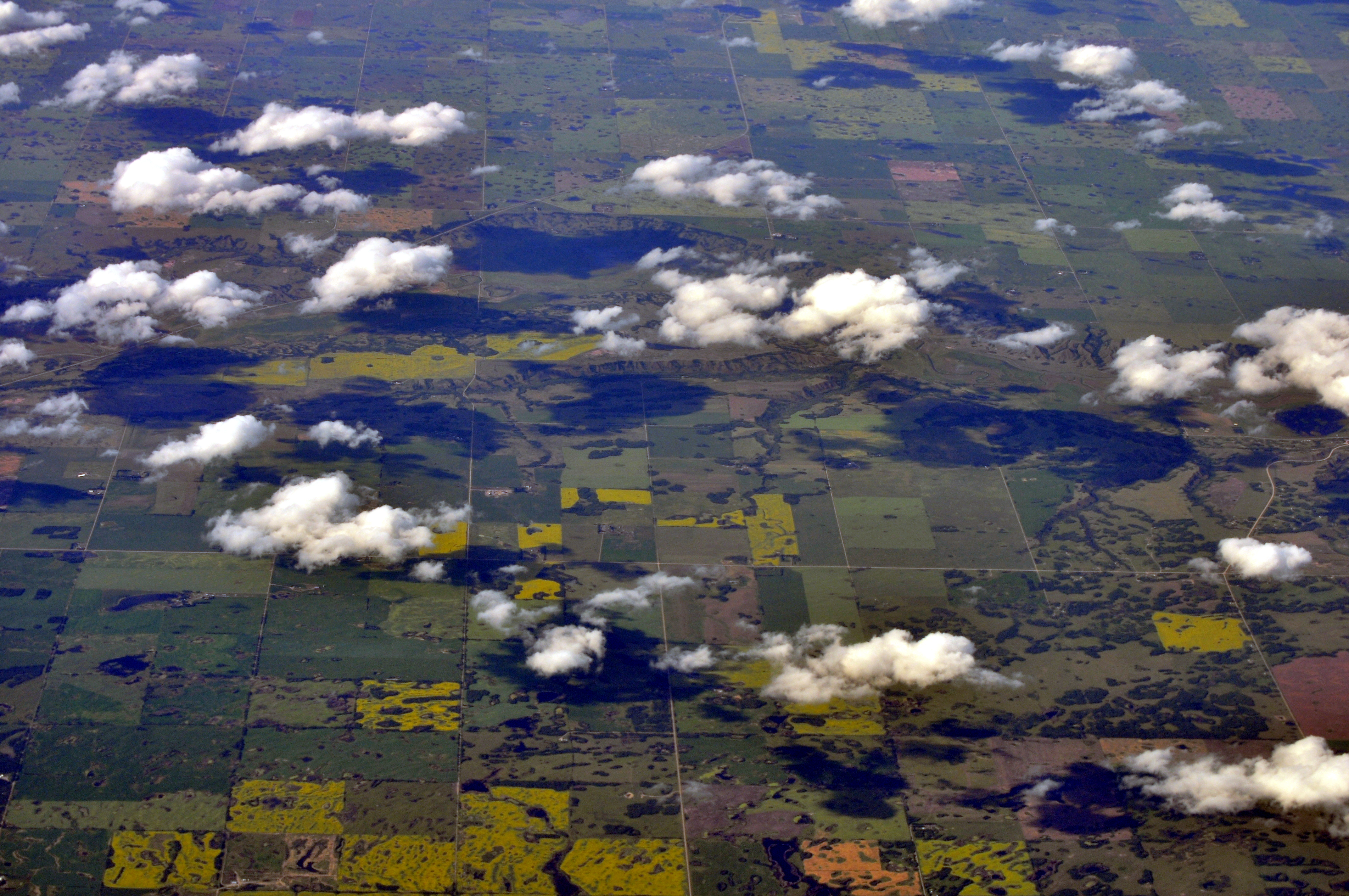
Luftbild von Highway 6 bei Craven

Der Highway beginnt an der Grenze zu Montana bei Regway, dort wird er als Montana State Highway 22 weitergeführt. Die Route führt in nördlicher Richtung durch die Prärielandschaft Saskatchewans. Nach 115 km trifft aus südöstlicher Richtung kommend Highway 39 auf die Route, ab diesem Streckenabschnitt gehört Highway 6 zum CanAm Highway. Die Route verläuft weiter in nördlicher Richtung nach Regina. Dort kreuzt im Süden der Stadt der Transcanada Highway, der im Westen von Moose Jaw her kommt. 8 km verlaufen gemeinsam mit Highway 1, bis dieser wieder Richtung Osten nach Winnipeg hin abzweigt. Highway 6 umläuft das Zentrum der Stadt, um dann wieder weiter in nördlicher Richtung zu verlaufen.
Die Route kreuzt den Qu'Appelle River und verläuft weiter durch die Steppenlandschaften nach Melfort. Nördlich davon überquert sie noch den Saskatchewan River und endet am Highway 55.